# Melissa McCarthy

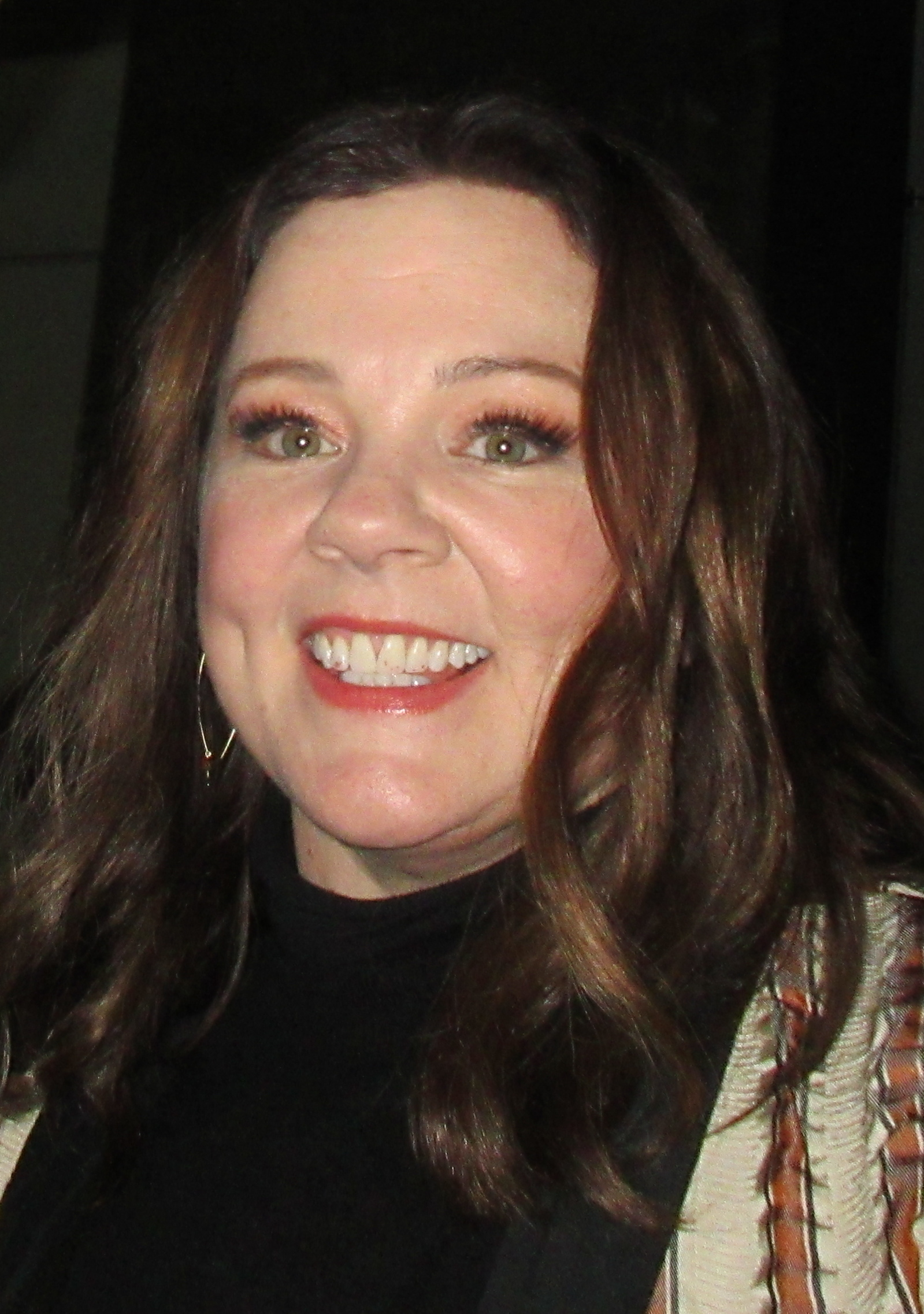
Melissa McCarthy (2018)

Melissa Ann McCarthy (* 26. August 1970 in Plainfield, Illinois) ist eine US-amerikanische Schauspielerin, Fernsehregisseurin, Filmproduzentin und Drehbuchautorin.

## Leben

### Karriere
Melissa McCarthy begann ihre Karriere mit Stand-up-Auftritten in New York City, wo sie zur gleichen Zeit auch Schauspielunterricht im Actors Studio nahm. Nach ihrem Umzug in die Filmmetropole Los Angeles schloss sich McCarthy der Sketch-Gruppe The Groundlings Main Company an, die ihr die Möglichkeit zu wöchentlichen Auftritten bot. Seit 1998 spielt McCarthy auch immer wieder kleine Rollen in Kinofilmen; so war sie unter anderem in der Kinoversion von 3 Engel für Charlie und neben Kevin Spacey in Das Leben des David Gale zu sehen. Im Jahr 2000 erhielt sie die Rolle der exzentrischen Köchin Sookie St. James in der Erfolgsserie Gilmore Girls, die sie bis zum Ende der Serie 2007 verkörperte. In der Fortsetzung aus dem Jahr 2016 war sie in einer Folge zu sehen.
Ab Oktober 2007 spielte sie neben Christina Applegate in der Sitcom Samantha Who? mit. Von September 2010 bis Mai 2016 spielte McCarthy die Hauptrolle der Molly in der Serie Mike & Molly. Für diese Rolle erhielt sie 2011 einen Emmy als Beste Hauptdarstellerin in einer Comedyserie. 2012 erhielt sie eine Oscarnominierung als Beste Nebendarstellerin für ihre Rolle der Megan in Brautalarm.
Am 19. Mai 2015 wurde Melissa McCarthy mit einem Stern in der Kategorie Film auf dem Hollywood Walk of Fame geehrt. Es ist der insgesamt 2.552. Stern auf dem Walk of Fame und er befindet sich vor dem TCL Chinese Theatre IMAX in 6927 Hollywood Boulevard. Im gleichen Jahr startete sie mit einem eigenen Modelabel.
Seit dem Frühjahr 2017 begeisterte McCarthy das US-amerikanische Fernsehpublikum mit ihrer Parodie von Sean Spicer, dem zeitweiligen Pressesprecher des Weißen Hauses, in der Satiresendung Saturday Night Live.
Seit Tammy – Voll abgefahren aus dem Jahr 2014 tritt McCarthy auch als Produzentin und Ausführende Produzentin für Film und Fernsehen in Erscheinung. Der Film war zugleich ihr Debüt als Drehbuchautorin. Als Regisseurin inszenierte sie von 2014 bis 2016 vier Folgen der Serie Mike & Molly. 2018 folgte der Kurzfilm The Walmart Box.
Mit einem Jahreseinkommen (Juni 2014 bis Juni 2015) von 23 Millionen US-Dollar war sie zeitweise nach Jennifer Lawrence und Scarlett Johansson die drittbestverdienende Schauspielerin der Welt.
2019 erhielt McCarthy eine zweite Oscar-Nominierung für ihre Hauptrolle in der Filmbiografie Can You Ever Forgive Me?. Darin spielt sie die US-amerikanische Autorin und Betrügerin Lee Israel (1939–2014). Seit 2022 spielt sie in der neuen Netflix-Serie God’s Favorite Idiot die Rolle Amily Luck. Ihr Ehemann Ben Falcone spielt ebenfalls in der Serie mit.
McCarthy wird vorwiegend von Anke Reitzenstein synchronisiert.

### Privatleben
Melissa McCarthy ist die Cousine der Schauspielerin Jenny McCarthy.
McCarthy ist mit dem Schauspieler und Regisseur Ben Falcone verheiratet. Die Hochzeit fand am 8. Oktober 2005 in Los Angeles statt. Am 5. Mai 2007 brachte sie ihr erstes Kind, eine Tochter, zur Welt. Im März 2010 bekam das Ehepaar eine weitere Tochter.

## Filmografie (Auswahl)

### Als Schauspielerin
- 1998: God
- 1999: Go
- 2000: The Kid – Image ist alles (The Kid)
- 2000: 3 Engel für Charlie (Charlie’s Angels)
- 2000: Der Fall Mona (Drowning Mona)
- 2000–2007: Gilmore Girls (Fernsehserie, 153 Folgen)
- 2002: Hilfe, ich habe ein Date! (The Third Wheel)
- 2002: Pumpkin
- 2002: Weißer Oleander (White Oleander)
- 2003: Chicken Party
- 2003: Das Leben des David Gale (The Life of David Gale)
- 2004: Lass es, Larry! (Curb Your Enthusiasm)
- 2006: Cook-off!
- 2007: The Nines – Dein Leben ist nur ein Spiel (The Nines)
- 2007–2009: Samantha Who? (Fernsehserie)
- 2008: Just Add Water – Das Leben ist kein Zuckerschlecken (Just Add Water)
- 2009: Rita Rockt (Rita Rocks, Fernsehserie, fünf Folgen)
- 2010: Plan B für die Liebe (The Back-Up Plan)
- 2010: Private Practice (Fernsehserie)
- 2010: So spielt das Leben (Life as We Know It)
- 2010–2016: Mike & Molly (Fernsehserie)
- 2011: Brautalarm (Bridesmaids)
- 2012: Die Pinguine aus Madagascar (Fernsehserie, Folge 3x07, Stimme von Shelley)
- 2012: Immer Ärger mit 40 (This Is 40)
- 2013: Voll abgezockt (Identity Thief)
- 2013: Taffe Mädels (The Heat)
- 2013: Hangover 3 (The Hangover: Part III)
- 2014: Tammy – Voll abgefahren (Tammy)
- 2014: St. Vincent
- 2015: Spy – Susan Cooper Undercover (Spy)
- 2016: The Boss
- 2016: Central Intelligence
- 2016: Ghostbusters (Ghostbusters: Answer the Call)
- 2016: Gilmore Girls: Ein neues Jahr (Gilmore Girls: A Year in the Life, Miniserie, Folge 1x04)
- 2017: Saturday Night Live (Fernsehserie, drei Folgen)
- 2017–2018: Nobodies (Fernsehserie)
- 2018: How to Party with Mom (Life of the Party)
- 2018: The Happytime Murders
- 2018: Can You Ever Forgive Me?
- 2019: The Kitchen – Queens of Crime (The Kitchen)
- 2020: Superintelligence
- 2021: Thunder Force
- 2021: Nine Perfect Strangers (Miniserie, 8 Folgen)
- 2021: Der Vogel (The Starling)
- 2022: God’s Favorite Idiot (Fernsehserie, 8 Folgen)
- 2022: Thor: Love and Thunder
- 2023: Arielle, die Meerjungfrau (The Little Mermaid)
- 2023: Genie
- 2024: Unfrosted
- 2024: RuPaul’s Drag Race (Reality-Show, 1 Folge)
- 2024: Only Murders in the Building (Fernsehserie, 1 Folge)

### Als Regisseurin
- 2014–2015: Mike & Molly (Fernsehserie, zwei Folgen)

### Als Produzentin
- 2014: Tammy – Voll abgefahren (Tammy)
- 2017–2018: Nobodies
- 2018: How to Party with Mom (Life of the Party)
- 2020: Superintelligence
- 2021: Thunder Force
- 2021: Bob Ross: Glückliche Unfälle, Betrug und Gier (Bob Ross: Happy Accidents, Betrayal & Greed)

### Als Drehbuchautorin
- 2014: Tammy – Voll abgefahren (Tammy)
- 2018: How to Party with Mom (Life of the Party)

## Auszeichnungen und Nominierungen
Oscar
- 2012: Nominierung als Beste Nebendarstellerin für Brautalarm
- 2019: Nominierung als Beste Hauptdarstellerin für Can You Ever Forgive Me?

British Academy Film Awards
- 2012: Nominierung als Beste Nebendarstellerin für Brautalarm
- 2019: Nominierung als Beste Hauptdarstellerin für Can You Ever Forgive Me?

Golden Globe Award
- 2016: Nominierung als Beste Hauptdarstellerin – Komödie oder Musical für Spy – Susan Cooper Undercover
- 2019: Nominierung als Beste Hauptdarstellerin – Drama für Can You Ever Forgive Me?

Primetime Emmy Award
- 2011: Auszeichnung als Beste Hauptdarstellerin in einer Comedyserie für Mike & Molly
- 2012: Nominierung als Beste Hauptdarstellerin in einer Comedyserie für Mike & Molly
- 2012: Nominierung als Beste Gastdarstellerin in einer Comedyserie für Saturday Night Live
- 2013: Nominierung als Beste Gastdarstellerin in einer Comedyserie für Saturday Night Live
- 2014: Nominierung als Beste Hauptdarstellerin in einer Comedyserie für Mike & Molly
- 2014: Nominierung als Beste Gastdarstellerin in einer Comedyserie für Saturday Night Live
- 2016: Nominierung als Beste Gastdarstellerin in einer Comedyserie für Saturday Night Live
- 2017: Auszeichnung als Beste Gastdarstellerin in einer Comedyserie für Saturday Night Live

Screen Actors Guild Award
- 2012: Nominierung als Beste Nebendarstellerin für Brautalarm
- 2012: Nominierung als Bestes Schauspielensemble für Brautalarm
- 2019: Nominierung als Beste Hauptdarstellerin für Can You Ever Forgive Me?

Critics’ Choice Movie Award
- 2012: Nominierung als Beste Nebendarstellerin für Brautalarm
- 2012: Nominierung als Bestes Schauspielensemble für Brautalarm
- 2012: Nominierung als Beste Schauspielerin in einer Komödie für Taffe Mädels
- 2014: Nominierung als Beste Schauspielerin in einer Komödie für Taffe Mädels
- 2015: Nominierung als Beste Schauspielerin in einer Komödie für St. Vincent
- 2016: Nominierung als Beste Schauspielerin in einer Komödie für Spy – Susan Cooper Undercover
- 2019: Nominierung als Beste Hauptdarstellerin für Can You Ever Forgive Me?

Goldene Himbeere
- 2015: Nominierung als Schlechteste Schauspielerin für Tammy – Voll abgefahren
- 2019: Auszeichnung als Schlechteste Schauspielerin für The Happytime Murders und How to Party with Mom
- 2019: Auszeichnung mit dem Himbeeren-Erlöser-Preis für Can You Ever Forgive Me?